# Andriej Liwotow
Andriej Nikołajewicz Liwotow, ros. Андрей Николаевич Ливотов (ur. 25 marca 1887 w guberni warszawskiej, zm. ?) – rosyjski wojskowy (sztabsrotmistrz), emigrant, współpracownik Sonderstab „R” podczas II wojny światowej.
W 1906 r. ukończył korpus kadetów w Połocku, zaś w 1908 r. szkołę kawaleryjską w Jelizawetgradzie. Służył w stopniu korneta w 13 Władymirskim Pułku Ułanów. Od 1910 r. był oficerem-inspektorem wengrowskiego wojskowego rejonu konnego. W 1911 r. awansował do stopnia porucznika. W 1912 r. krótko dowodził 5 Szwadronem 13 Władymirskiego Pułku Ułanów. W 1913 r. ukończył oficerską szkołę lotniczą w Sewastopolu, a następnie przeszedł teoretyczny kurs lotniczy przy politechnice w Sankt Petersburgu. Brał udział w I wojnie światowej. Służył w 33 Korpuśnym Oddziale Lotniczym. W październiku 1915 r. w stopniu sztabsrotmistrza przeniesiono go do 35 Korpuśnego Oddziału Lotniczego, którego wkrótce objął dowództwo. Po rewolucji bolszewickiej 1917 r. wyemigrował do Polski. Mieszkał w Warszawie. Wiadomo, że po 1942 r. współpracował z Sonderstab „R”. Dalsze jego losy są nieznane.